# Кортес, Хавьер
Хавьер Кортес Гранадос (исп. Javier Cortés Granados; родился 20 июля 1989 года в Мехико, Мексика) — мексиканский футболист. Полузащитник, выступающий за «Сантос Лагуна» и сборную Мексики.

## Клубная карьера

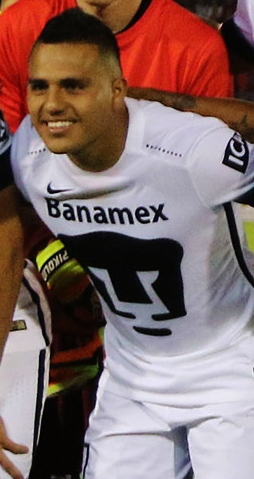
Кортес в составе УНАМ Пумас

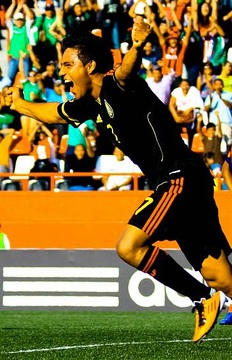
Кортес в составе олимпийской сборной Мексики

Кортес родился в столице Мексики и с 12 лет начал посещать футбольную школу команды УНАМ Пумас. Выступая за молодёжную команду, в Аперутре сезона 2006 года, Хавьер с 24 голами, занял третье место в списке бомбардиров чемпионата. В 2008 году бразильский тренер команды Рикардо Феретти внес Кортеса в заявку основной команды.
24 августа 2008 года состоялся дебют девятнадцатилетнего Хавьера в Премьере, в матче против «Пачуки», 3-1. 16 сентября того же года он дебютировал в Лиге чемпионов КОНКАКАФ против панамского Сан-Франсиско.
В сезоне 2009 года пумы завоевали звание чемпиона Клаусуры, но Кортес в этом сезоне почти не играл, тренер команды Гильермо Васкес, сделал ставку на Пабло Барреру.
Свой первый гол Хавьер забил в матче против «Крус Асуль», 8 августа 2010 года. В 2011 году УНАМ Пумас снова ставится чемпионом Клаусуры. В финале «пумы» обыгрывают по сумме двух матчей «Монаркас Морелию». Первый поединок заканчивается в ничью, 1-1, а в ответном матче в конце второго тайма, при счете 1-1 Кортес забивает гол и приносит своей команде золотые медали.
Летом 2017 года Кортес перешёл в «Сантос Лагуна». 5 августа в матче против «Монаркас Морелия» он дебютировал за новый клуб. В 2018 году Хавьер помог клубу выиграть чемпионат.

## Международная карьера
В 2009 году тренер юношеской сборной Мексики Хуан Карлос Чавес, включил Кортеса в заявку на участие в молодёжном Чемпионате Северной Америки, проходившем в Тринидаде и Тобаго. Команда заняла последнее место в группе и лишила себя шансов на поездку в Египет на молодёжный чемпионат мира 2009. Хавьер принял участие в двух встречах турнира.
В 2011 году Кортес был вызван в сборную Мексики, в которую были приглашены в основном футболисты не старше 23 лет, для поездки на Кубок Америки в Аргентину, но из-за нарушения режима накануне турнира Хавьер вместе с Исраэлем Хименесом, Марко Фабианом, Хорхе Эрнандесом, Нестором Кальдероном, Джонатаном Дос Сантосом, Давидом Кабрера и Нестором Видрио были оштрафованы и выгнаны из команды.
В 2012 году Хавьер принял участие в отборочном турнире к Олимпийским играм в Лондоне. Кортес принял участие во всех матчах соревнования, а также забил гол в ворота сборной Тринидада и Тобаго, завершив их разгром, 7-1. Хавьер также поехал в составе молодёжной команды страны на футбольный турнир во французском Тулоне, где его команды завоевала золотые медали. Кортес принял участие во всех матчах, выходя на замену.
25 января 2012 года в товарищеском матче против сборной Венесуэлы Кортес дебютировал за сборную Мексики.
Летом 2012 года Хавьер поехал в составе сборной на Олимпийские игры в Лондон, где стал олимпийским чемпионом. В полуфинальном матче против сборной Японии, Кортес забил гол в добавленное время, тем самым закрепив успех мексиканцев 3-1, а также принял участие в поединке против Габона. В финальном поединке против сборной Бразилии Хавьер участия не принял, оставшись на скамейке запасных.
В 2013 году Кортес принял участие в Золотом кубке КОНКАКАФ. На турнире он был запасным и на поле не вышел.

### Голы за сборную Мексики (до 23)
| #   | Дата           | Место                  | Противник         | Счёт | Результат | Соревнование                                          |
| --- | -------------- | ---------------------- | ----------------- | ---- | --------- | ----------------------------------------------------- |
| 01. | 23 марта 2012  | Карсон, США            | Тринидад и Тобаго | 1:7  | 1:7       | Олимпийский отборочный турнир Америки по футболу 2012 |
| 02. | 7 августа 2012 | Уэмбли, Лондон, Англия | Япония            | 3:1  | 3:1       | Олимпийские игры 2012                                 |

## Достижения
Командные
 «Сантос Лагуна»
- Чемпионат Мексики по футболу — Клаусура 2018

Международные
 Мексика (до 23)
- Олимпийские игры — 2012